# Ana Néri
Anna Justina Ferreira Nery, més coneguda com a Anna Nery o Ana Néri (Cachoeira (Bahia), 13 de desembre de 1814 — Rio de Janeiro, 20 de maig de 1880), va ser pionera de la infermeria al Brasil i una heroïna de guerra.

## Biografia

### Naixement i matrimoni

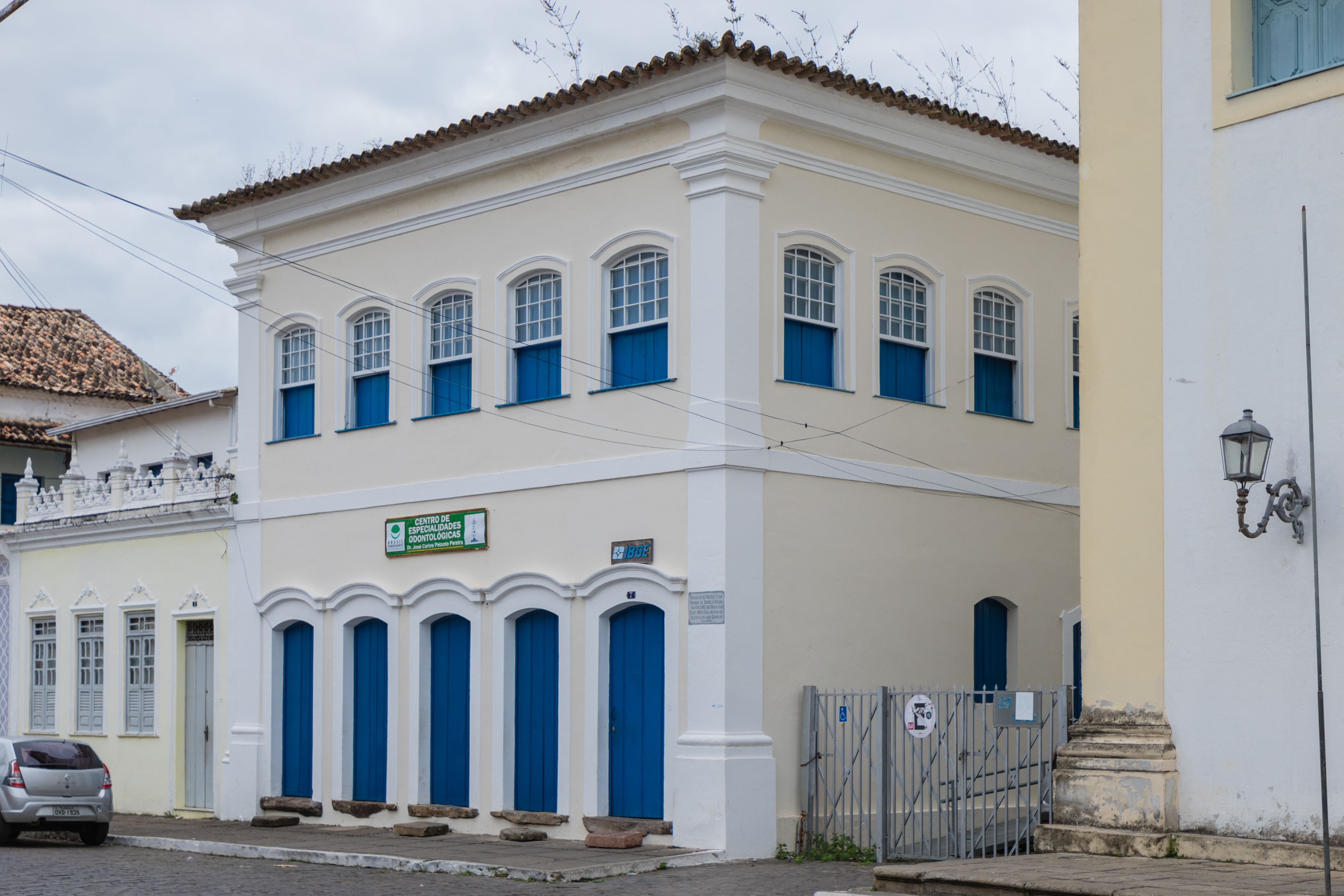
Casa natal d'Ana Néri a Cachoeira, declarada patrimoni nacional.

Filla de José Ferreira de Jesus i Luísa Maria das Virgens, Anna Justina Ferreira va néixer a Cachoeira, estat de Bahia, el 13 de desembre de 1814.
Es va casar amb el Capità de Fragata Isidoro Antônio Nery el 1837 i va adoptar el cognom del seu espòs, motiu pel qual va passar a ser coneguda com Anna Nery. Van tenir tres fills: Justiniano Nery, Antônio Pedro Nery i Isidoro Antônio Nery Filho. El marit va morir sis anys després del casament, l'any 1843.

### Guerra de la Triple Aliança
Dos dels fills d'Anna Nery eren oficials de l'exèrcit imperial. Quan el desembre de 1864 va esclatar la Guerra de la Triple Aliança (que va enfrontar el Paraguai contra Uruguai, Brasil i Argentina), tots dos van ser destinats al camp de batalla. També els va acompanyar el germà petit, qui estava cursant l'últim curs a la Facultat de Medicina i el seu oncle, el Major Maurício Ferreira, germà d'Anna.

Anna, ja amb 51 anys, va sol·licitar al President de la província de Bahia, el Conseller Manuel Pinho de Sousa Dantas, que li fos permès acompanyar la família al front:
Com a brasilera, no podent ser indiferent als sofriments dels meus compatriotes i, com a mare, no podent resistir la separació dels que em són més preuats i per tan llarga distància, desitjaria acompanyar-los arreu, inclús al teatre de la guerra, si això em fos permès. Però si la meva posició i sexe són impediments, aquests no ho seran per oferir-li els meus serveis a qualsevol dels hospitals de Rio Grande do Sul, on siguin precisos, on satisfaré alhora els meus impulsos de mare i el deure d'humanitat amb aquells que sacrifiquen les seves vides per l'honor i l'orgull nacionals i la integritat de l'Imperi. 
No s'han trobat registres que indiquin si Anna Nery comptava amb coneixements d'infermeria abans d'unir-se a la guerra. Tot i així, va ser-li concedida la seva petició i Anna va marxar de Salvador l'agost de 1865, incorporant-se al 10è batalló de voluntaris en qualitat d'infermera. Va prestar servei ininterrumpudament als hospitals militars de Salto, Corrientes, Humaitá i Asunción, així com en hospitals de campanya del front d'operacions. Va veure morir en combat a un dels seus fills.

### Després de la Guerra
Acabada la guerra (1870), Anna va tornar a la seva ciutat natal, on va rebre grans homenatges. El govern imperial li va concedir la Medalla General de Campanya i la Medalla Humanitària de primera classe.
Anna va morir a la ciutat de Rio de Janeiro als 65 anys, el 20 de maig de 1880.

## Homenatges

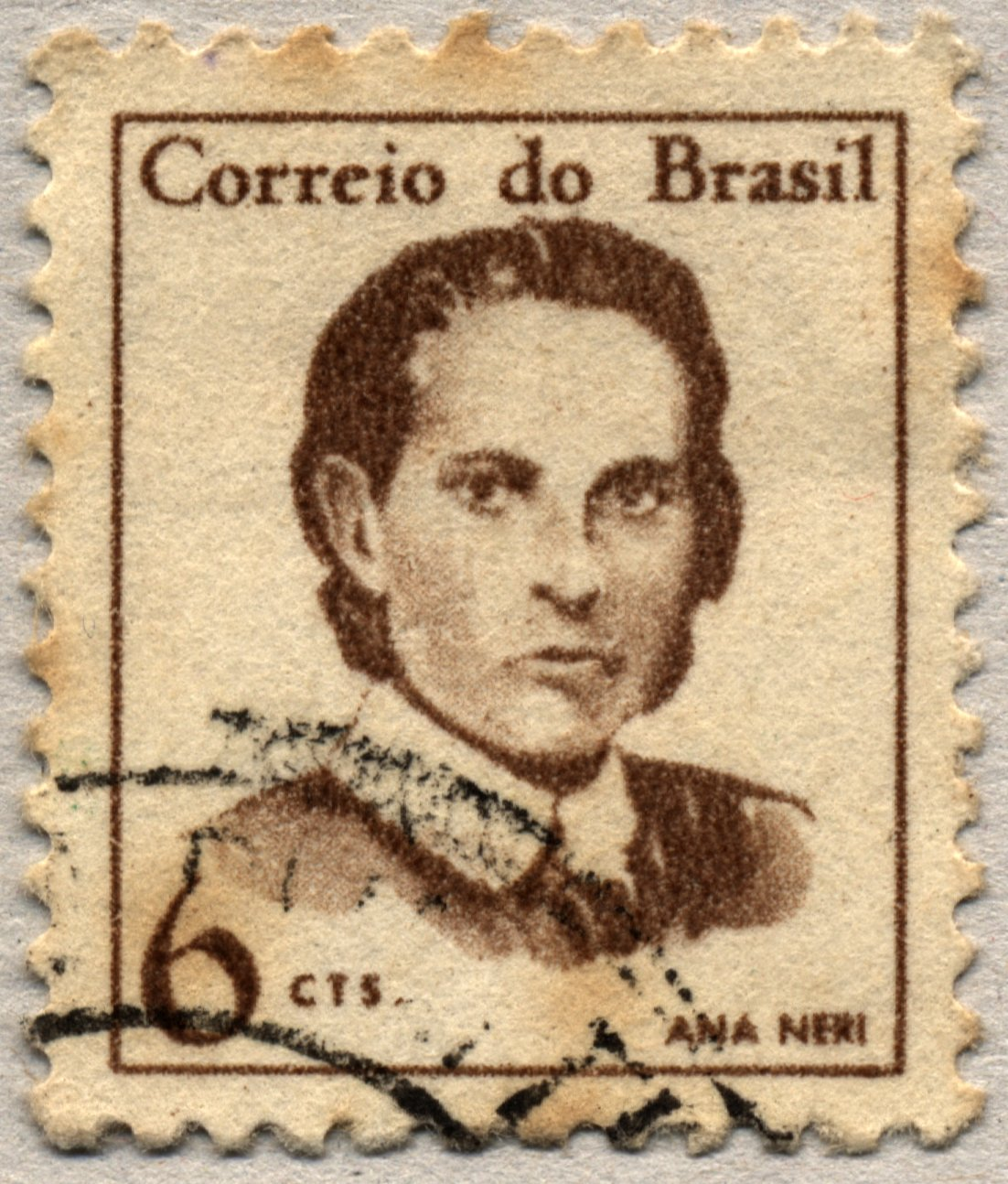
Segell amb la imatge d'Ana Néri

La primera escola oficial brasilera d'infermeria, creada l'any 1923 a Rio, va ser anomenada en el seu honor Escola de Enfermagem Anna Nery.
El 1938, Getúlio Vargas va signar un decret que instituïa el 12 de maig com el Dia de l'Infermer. Aquest dia s'havia d'homenatjar la memòria d'Anna Nery a tots els hospitals i escoles d'infermeria del país.
L'any 1967, l'Empresa Brasilera de Correus i Telègrafs va llançar un segell commemoratiu amb el bust de la infermera, dintre d'una sèrie dedicada a personalitats femenines amb rellevància històrica.
Mitjançant la Llei n.º 12.105, del 2 de desembre de 2009, Anna Justina Ferreira Nery va ser la primera dona en figurar al Llibre dels Herois i Heroïnes de la Pàtria, dipositat en el Panteó de la Pàtria i de la Llibertat Tancredo Neves de la capital, Brasília.